# Tauroctonia

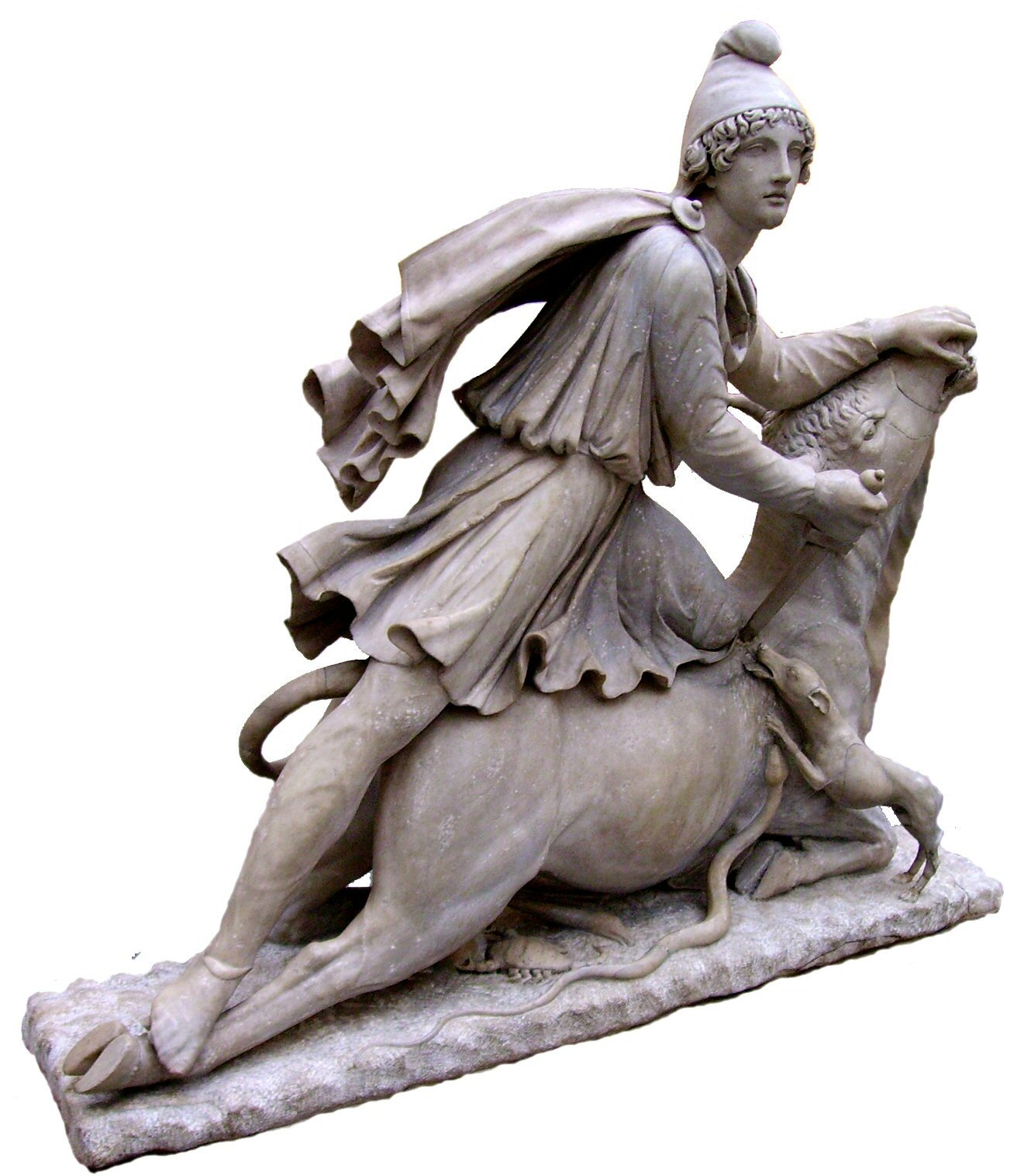
Tauroctonia di Mitra al British Museum di Londra

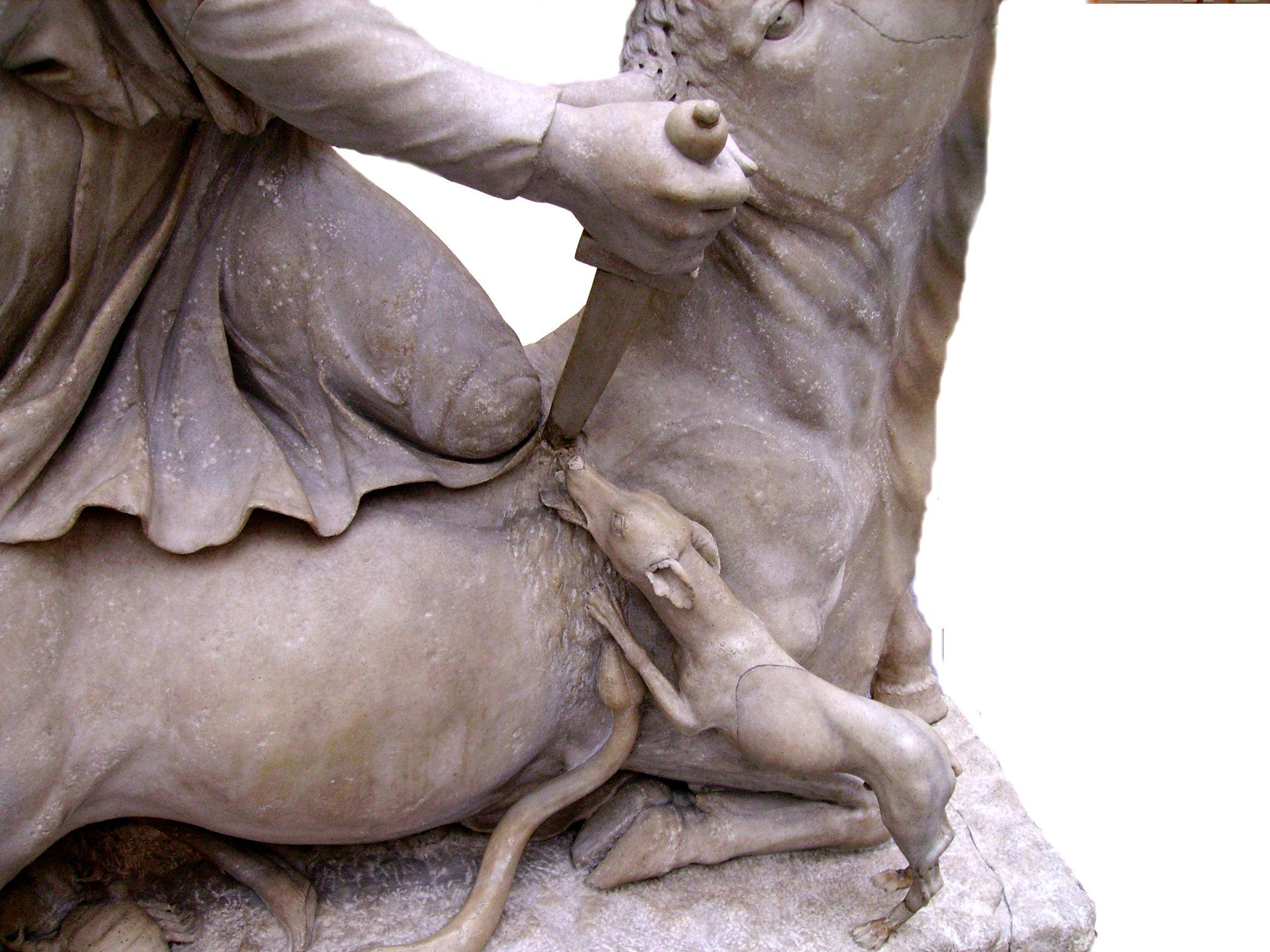
Dettaglio che mostra il cane e il serpente che bevono il sangue del toro

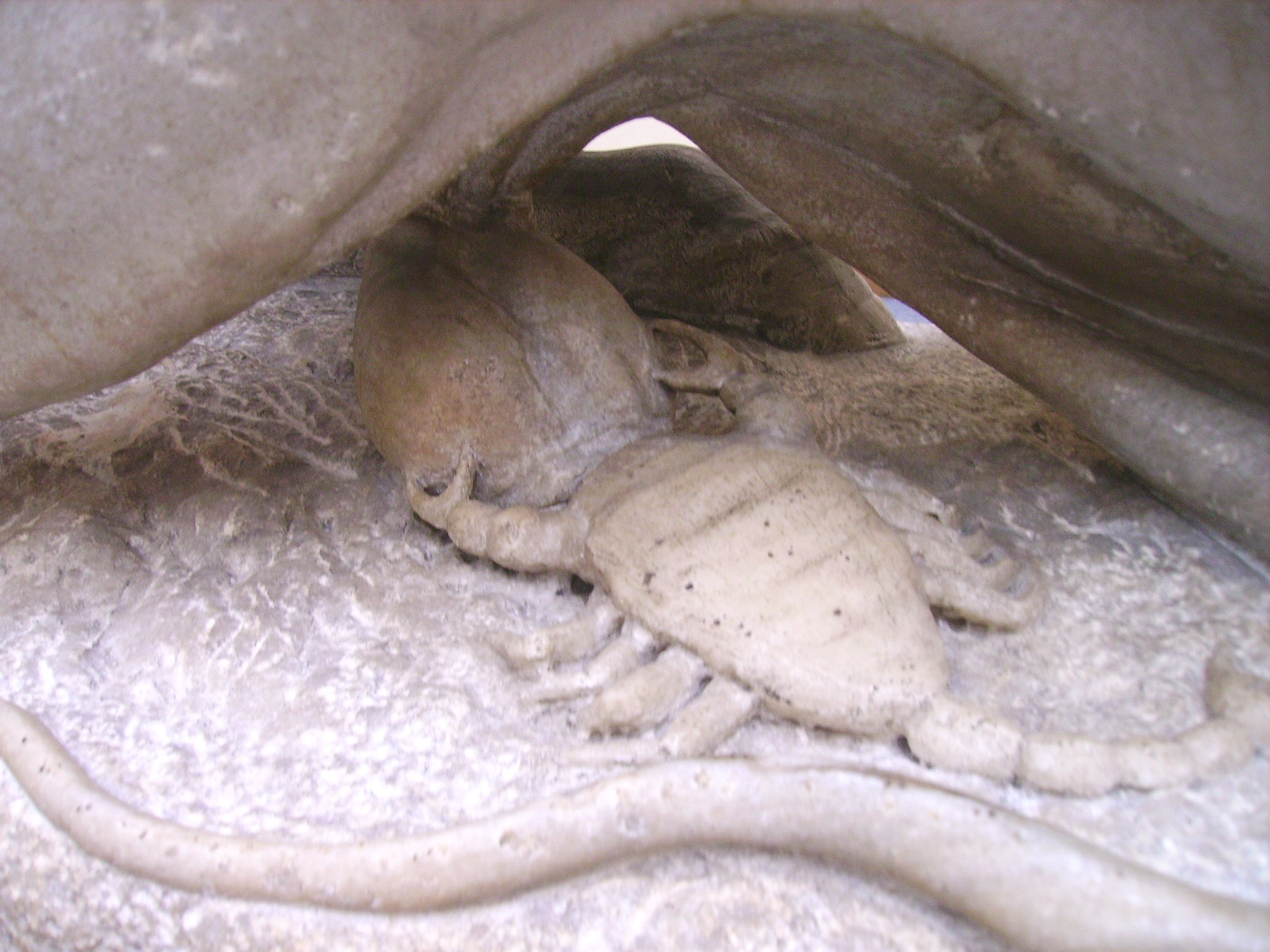
Dettaglio che mostra lo scorpione che attacca i testicoli del toro

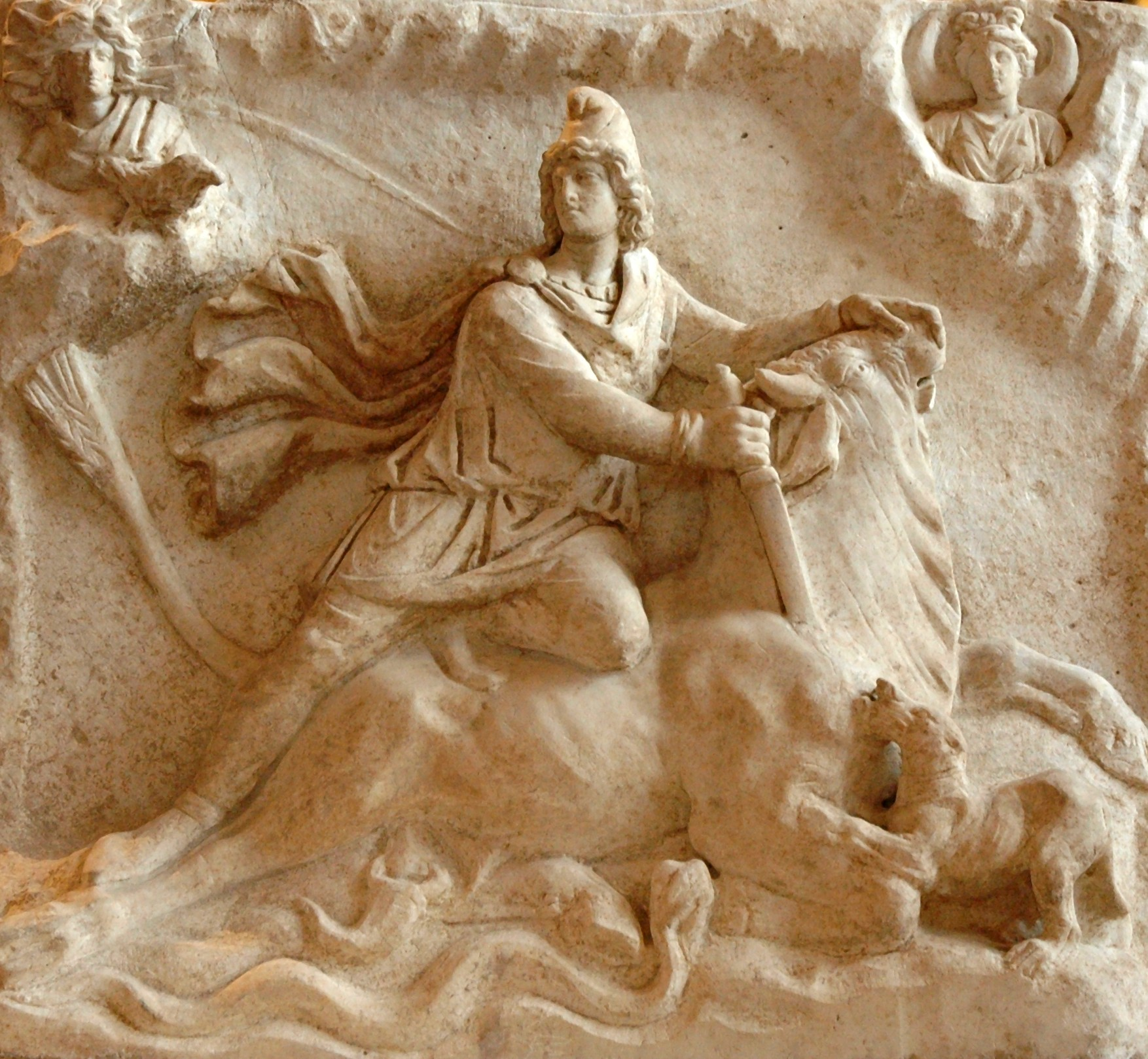
Bassorilievo romano di una tauroctonia secondo la raffigurazione mitraica, opera del II o III secolo al Louvre: negli angoli superiori compare Helios con il corvo e Luna

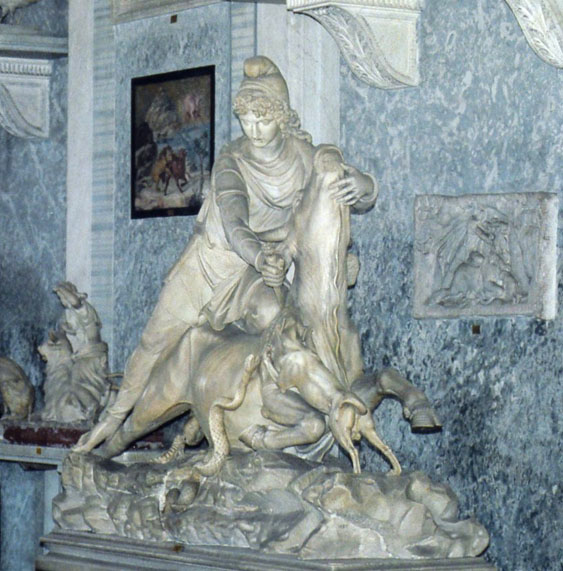
Una statua della tauroctonia, anziché l'usuale affresco, ai Musei Vaticani. Si osservi che Mitra guarda verso il toro e non dalla parte opposta, come usuale, dato che la testa è stata ricostruita.

La tauroctonia è l'uccisione rituale di un toro nella religione mitraica greco-romana da parte della divinità Mitra (tauroctonos, in greco ταυροκτόνος, lett. "uccisore del toro"). Una sua rappresentazione, secondo un identico schema iconografico, era affrescata al centro di ogni Mitreo. Il Taurobolio, invece, era il rito di sacrificare un toro nel quadro del culto della Grande Madre.

## Lo schema iconografico
Secondo l'iconografia della tauroctonia, Mitra, con pantaloni e berretto frigio, sgozza il toro, inginocchiandosi con il ginocchio sinistro sul suo dorso e voltando la testa all'indietro.  Il suo mantello ondeggia mostrando il suo lato interno. Un serpente e un cane sembrano bere il sangue che sgorga dalla ferita aperta (talvolta chicchi di grano sostituiscono le gocce di sangue), mentre uno scorpione attacca i testicoli del toro. Normalmente compare anche un corvo e spesso anche una coppa e un leone. Cautes e Cautopates, i gemelli celesti che accompagnano Mitra, stanno ai lati con le gambe incrociate portando una torcia. La torcia di Cautes punta verso l'alto, perché Cautes rappresenta l'equinozio di primavera (o secondo alcuni l'aurora); quella di Cautopates, che è l'equinozio d'autunno (o il tramonto), è diretta verso il basso. Sopra Mitra, i simboli di Sole e Luna sono disegnati su un cielo stellato.

## Le sue interpretazioni
Secondo Untersteiner questo schema altamente simbolico potrebbe essere stato sviluppato dalla scuola di scultori di Pergamo verso il 200 a.C., forse adattando l'iconografia utilizzata per Alessandro Magno. Franz Cumont, a cui si ispirano la maggior parte degli studi sul mitraismo del XX secolo, ritenne che il sacrificio del toro potesse avere origine dalla religione iranica.
Oggi, invece, si ritiene che la scena abbia un significato astrologico.
Secondo David Ulansey (1991) la tauroctonia rappresenta il controllo di Mitra sulla precessione degli equinozi, un fenomeno studiato scientificamente dall'astronomo greco Ipparco di Nicea poco prima della nascita del mitraismo, come racconta Claudio Tolomeo, ma che forse aveva incuriosito gli astrologi già da molti secoli, se non da millenni.
Nel corso dell'anno solare la direzione terra-sole interseca la volta celeste in un punto diverso della fascia delle costellazioni dello zodiaco. Il punto di intersezione, che corrisponde a una stessa data (ad esempio all'equinozio di primavera), varia leggermente di anno in anno e ciò si dice, appunto, precessione degli equinozi. Occorrono circa duemila anni perché l'equinozio passi da una costellazione ad un'altra, quella che la precede nello zodiaco. Anticamente nell'equinozio di primavera il sole si trovava nella costellazione del toro, passando poi a quella dell'Ariete per trovarsi in quella dei Pesci circa dall'epoca di Cristo. Nel linguaggio dell'astrologia ognuno di questi periodi di circa duemila anni è detto era.  Nel 2020, ad esempio, siamo entrati nell'era dell'Aquario.
In corrispondenza ad ogni era variano anche le costellazioni che si vengono a trovare nell'equatore celeste. Gli animali, associati a Mitra nella tauroctonia, rappresentano proprio le costellazioni che si trovavano all'equatore celeste proprio durante l'era del toro: il serpente sarebbe l'Idra di Lerna, il cane la costellazione del Canis Major o Minor e analogamente vi sarebbero la costellazione del Corvo, quella dello Scorpione, quella del Cratere e infine del Leone. Lo stesso Mitra potrebbe essere associato a Perseo, un antenato mitologico di Mitridate, la cui costellazione si trova proprio al di sopra di quella del toro. Anche il grano/sangue potrebbe alludere alla stella Spica o alle Perseidi che dalla Terra appaiono quali originati dalla costellazione di Perseo.
Tutti i particolari, quindi, dell'iconografia mitraica potrebbero avere un significato astronomico.

## La tauroctonia nel neoclassicismo
La tauroctonia, come altre note sculture ellenistiche, fu ripresa durante il Neoclassicismo. L'iconografia compare nella scultura La pazzia di Oreste di Raymond Barthélemy, che vinse il Prix de Rome nel 1860; un modello in gesso, che è conservato dalla École Nationale Supérieure des Beaux-Arts e nel 2004 fu incluso nell'esposizione viaggiante "Dieux et Mortels".